# Championnats du monde d'Ironman 70.3 2011
Navigation
Édition précédente Édition suivante
Les championnats du monde d'Ironman 70.3 2011 se déroule le 11 septembre 2011 à Henderson dans le Nevada. Ils sont organisés par la World Triathlon Corporation.

## Résultats du championnat du monde

### Hommes
| Pos.    | Temps           | Nom                  | Pays           | Détail temps | Détail temps | Détail temps    | Détail temps | Détail temps    |
| Pos.    | Temps           | Nom                  | Pays           | Natation     | T1           | Cyclisme        | T2           | Course à pied   |
| ------- | --------------- | -------------------- | -------------- | ------------ | ------------ | --------------- | ------------ | --------------- |
|         | 3 h 54 min 48 s | Craig Alexander      | Australie      | 24 min 45 s  | 2 min 34 s   | 2 h 14 min 47 s | 53 s         | 1 h 11 min 51 s |
|         | 3 h 58 min 03 s | Chris Lieto          | États-Unis     | 24 min 51 s  | 2 min 31 s   | 2 h 10 min 36 s | 1 min 11 s   | 1 h 18 min 56 s |
|         | 3 h 58 min 42 s | Jeff Symonds         | Canada         | 24 min 47 s  | 2 min 27 s   | 2 h 16 min 55 s | 1 min 01 s   | 1 h 13 min 33 s |
| 4       | 3 h 59 min 11 s | Michael Weiss        | Autriche       | 27 min 57 s  | 2 min 51 s   | 2 h 12 min 58 s | 1 min 17 s   | 1 h 14 min 10 s |
| 5       | 4 h 00 min 00 s | Joseph Gambles       | Australie      | 24 min 45 s  | 2 min 30 s   | 2 h 15 min 09 s | 48 s         | 1 h 16 min 50 s |
| 6       | 4 h 00 min 26 s | Paul Matthews        | Australie      | 24 min 27 s  | 2 min 12 s   | 2 h 15 min 45 s | 52 s         | 1 h 17 min 13 s |
| 7       | 4 h 00 min 53 s | Raynard Tissink      | Afrique du Sud | 24 min 57 s  | 2 min 28 s   | 2 h 17 min 32 s | 1 min 08 s   | 1 h 14 min 51 s |
| 8       | 4 h 02 min 01 s | Tim Berkel           | Australie      | 26 min 33 s  | 2 min 37 s   | 2 h 14 min 44 s | 1 min 05 s   | 1 h 17 min 04 s |
| 9       | 4 h 04 min 03 s | Luke Bell            | États-Unis     | 24 min 53 s  | 2 min 24 s   | 2 h 15 min 15 s | 1 min 14 s   | 1 h 20 min 19 s |
| 10      | 4 h 05 min 09 s | Alessandro Degasperi | Italie         | 25 min 23 s  | 2 min 19 s   | 2 h 16 min 29 s | 1 min 00 s   | 1 h 19 min 59 s |
| Source: |                 |                      |                |              |              |                 |              |                 |

### Femmes
| Pos.    | Temps           | Nom               | Pays             | Détail temps | Détail temps | Détail temps    | Détail temps | Détail temps    |
| Pos.    | Temps           | Nom               | Pays             | Natation     | T1           | Cyclisme        | T2           | Course à pied   |
| ------- | --------------- | ----------------- | ---------------- | ------------ | ------------ | --------------- | ------------ | --------------- |
|         | 4 h 20 min 55 s | Melissa Rollison  | Australie        | 28 min 27 s  | 2 min 29 s   | 2 h 27 min 58 s | 49 s         | 1 h 21 min 14 s |
|         | 4 h 26 min 52 s | Karin Thürig      | Suisse           | 33 min 01 s  | 3 min 11 s   | 2 h 24 min 05 s | 1 min 22 s   | 1 h 25 min 15 s |
|         | 4 h 29 min 25 s | Linsey Corbin     | États-Unis       | 29 min 19 s  | 2 min 38 s   | 2 h 31 min 08 s | 58 s         | 1 h 25 min 24 s |
| 4       | 4 h 30 min 21 s | Heather Jackson   | États-Unis       | 29 min 31 s  | 2 min 27 s   | 2 h 33 min 06 s | 50 s         | 1 h 24 min 27 s |
| 5       | 4 h 33 min 08 s | Joanna Lawn       | Nouvelle-Zélande | 27 min 59 s  | 2 min 50 s   | 2 h 33 min 52 s | 1 min 07 s   | 1 h 27 min 22 s |
| 6       | 4 h 33 min 57 s | Leanda Cave       | États-Unis       | 25 min 40 s  | 2 min 30 s   | 2 h 36 min 29 s | 58 s         | 1 h 28 min 22 s |
| 7       | 4 h 35 min 36 s | Heather Wurtele   | Canada           | 27 min 28 s  | 2 min 45 s   | 2 h 33 min 47 s | 1 min 11 s   | 1 h 30 min 26 s |
| 8       | 4 h 36 min 14 s | Emma-Kate Lidbury | Grande-Bretagne  | 26 min 29 s  | 2 min 37 s   | 2 h 38 min 57 s | 1 min 12 s   | 1 h 27 min 01 s |
| 9       | 4 h 36 min 52 s | Christie Sym      | Australie        | 29 min 17 s  | 2 min 33 s   | 2 h 32 min 19 s | 56 s         | 1 h 31 min 48 s |
| 10      | 4 h 37 min 03 s | Michelle Wu       | Australie        | 28 min 04 s  | 2 min 50 s   | 2 h 38 min 15 s | 1 min 01 s   | 1 h 26 min 56 s |
| Source: |                 |                   |                  |              |              |                 |              |                 |